# Maeda Takanori
Takanori Maeda (sinh ngày 30 tháng 6 năm 1985) là một cầu thủ bóng đá người Nhật Bản.

## Sự nghiệp câu lạc bộ
Takanori Maeda đã từng chơi cho Shimizu S-Pulse.